# Russell Cunningham
Russell McWhortor Cunningham, né le 25 avril 1855 et mort le 6 juin 1921, est un homme politique démocrate américain. Il est gouverneur de l'Alabama par intérim entre 1904 et 1905.